# Biologie moleculară
Biologia moleculară este ramura biologiei care se ocupă cu studierea mecanismelor biologice în cadrul celulei, la nivel molecular. Are o strânsă legătură cu genetica, biochimia și biofizica. 
Obiectul de studiu al biologiei moleculare cuprinde:
- Rolul acizilor nucleici în cadrul păstrării și transmiterii caracterelor ereditare;
- Procesele de replicare și translație a materialului genetic.